# Anne Méaux
Pour les articles homonymes, voir Meaux.
Anne Méaux, née le 7 juillet 1954 à Neuilly-sur-Seine (Hauts-de-Seine), est une femme d'affaires française. Elle est présidente et fondatrice d'Image 7, société de conseil en communication créée en 1988.

## Biographie

### Famille et formation
Le père d’Anne Méaux est médecin, et sa mère professeur de lettres classiques. Le couple se sépare alors qu'Anne Méaux a 17 ans. Lauréate du concours général en version latine en 1970, elle obtient le baccalauréat à 16 ans. Elle est diplômée de l’Institut d’études politiques de Paris en 1974, titulaire d'une maîtrise de droit de l'université Paris II Panthéon-Assas en 1976, mais échoue au concours d'entrée à l'ENA.

### Premiers engagements
Marquée par le Printemps de Prague[réf. nécessaire], elle vit une adolescence engagée contre le communisme et dans plusieurs groupes de l'extrême droite. À 14 ans, en mai 1968, elle monte un comité anti-grève au lycée Jules-Ferry ; elle milite à Ordre nouveau, devient présidente du groupuscule d'extrême droite GUD-Assas et intègre en 1974 le comité central du Parti des forces nouvelles (elle y est la seule femme aux côtés de François Brigneau, Roland Gaucher ou encore Alain Robert). Elle milite également pour la fin de la censure qui frappe Alexandre Soljenitsyne et fait partie des comités de soutien à Andrei Sakharov alors en lutte avec le régime soviétique[réf. souhaitée].

### Débuts professionnels dans l’univers politique
En 1974, Anne Méaux intègre l’équipe de campagne de Valéry Giscard d'Estaing dont elle soutient activement la candidature. Recrutée par Bernard Rideau, conseiller en communication du président de la République, elle rejoint l’Élysée pour y créer une cellule évaluation chargée d’analyser la tonalité des médias dans son traitement des mesures gouvernementales. Elle est ensuite promue attachée au service de presse de l’Élysée de 1976 à 1981. Elle est alors marquée par le silence qui entoure le président sur les affaires (notamment les « diamants »), ses collaborateurs les plus proches renâclant à lui faire part de l’état de l’opinion sur ce sujet.
En 1977, elle fait ses premiers pas en politique au Touquet où elle est élue conseillère municipale sans étiquette dans l'équipe du député-maire Léonce Deprez. 
De 1981 à 1986, elle est chargée de communication de l'ancien président Valéry Giscard d'Estaing et du groupe parlementaire UDF à l’Assemblée nationale. Elle est également membre du bureau politique du Parti républicain où elle fait partie des proches de François Léotard. Pendant la première cohabitation, de 1986 à 1988, elle est conseillère technique chargée de la communication auprès du ministre de l'Industrie, Alain Madelin. A ce poste, elle « tisse son réseau dans le monde des affaires, se lie à des banquiers, à des capitaines d’industrie, devient l’amie intime de François Pinault ». Pour l'élection présidentielle de 1988, elle vote, à contrecœur, pour Jacques Chirac, qu’elle juge trop « étatiste ».

### Image 7
En 1988, Anne Méaux crée son entreprise de conseil en stratégie de communication, Image 7. Elle y travaille en collaboration avec une autre femme politique, Marie-Hélène Descamps. Image 7 intervient principalement auprès des entreprises du CAC 40 en « remettant les choses en ordre » comme le dit sa présidente. 
Image 7 aide ses clients à mettre en place des stratégies de communication. Elle va ainsi louer dans les médias la force de caractère de François Pinault quand il décide de passer le témoin d'Artémis à son fils. Elle le rencontre initialement sous le gouvernement Chirac (1986-1988), au ministère de l'Industrie qu'occupe alors Alain Madelin. Pinault négocie alors le rachat d'une papeterie près de Rouen. En 1989, il quitte le conseiller Michel Calzaroni après un différend et lui préfère Anne Méaux. 
En 1990, Bernard Arnault (LVMH) approche Anne Méaux. Lors de la bataille qui oppose Arnault et Pinault en 1999 pour la prise de contrôle de Gucci, c'est ce dernier qui l'emporte, et c'est avec lui aussi qu'Anne Méaux décide de continuer de travailler, laissant de côté Bernard Arnault… qui finit par choisir Michel Calzaroni de l'agence DGM.
Anne Méaux conseille Lakshmi Mittal lorsque ce dernier reprend Arcelor en juin 2006. C'est également elle qui conseille l'ex-PDG de la Société Générale Daniel Bouton au moment où l'affaire Kerviel éclate. Image 7 travaille par ailleurs pour Eurazeo, le Crédit agricole ou encore le groupe Casino, mais aussi pour des personnalités comme Anne Lauvergeon, Gilles Pélisson, Louis Gallois ou encore Jean-Charles Naouri.
Au total l'entreprise compte plus d’une centaine de clients parmi lesquels Airbus SAS, Biomérieux, Eiffage, Europacorp, Eutelsat, le groupe SEB, la Monnaie de Paris, le Centre Pompidou, Champagne Louis Roederer, Go Sport, Pirelli, l'Opéra de Paris, la RATP, la Chaîne de l'Espoir, la Fédération française de rugby, Hermès International, etc. Image 7 détenait également un contrat avec l'Agence tunisienne de communication extérieure pour valoriser les atouts du pays. Cette collaboration a été mise en avant par Le Canard enchaîné en 2011, comme étant un « “discret réseau d’influence” en faveur de la dictature de Ben Ali, composé notamment de patrons de presse “tout acquis à sa cause” ».
Image 7 réalise un chiffre d'affaires de 15 millions d'euros en 2011, de plus de 19 millions d'euros en 2015. Le cabinet est la première agence indépendante française de communication. L'entreprise emploie une soixantaine de personnes. Sur un plan managérial, Anne Méaux recrute toujours personnellement l’ensemble de ses collaborateurs, parmi lesquels une large majorité de femmes.
Représentée à Paris, Image 7 est également présente à Londres et à Bruxelles. Anne Méaux annonce en septembre 2012 un partenariat avec l'agence indépendante Ruder Finn afin d’accélérer le développement et l’offre d’Image 7 à l’international.
Elle conseille François Fillon pour la primaire présidentielle des Républicains de 2016. Qualifiée ironiquement de « communicante de choc de Fillon » par le Canard enchaîné, elle est, selon le journal, controversée et discréditée.
Elle revient sur le devant de la scène en prenant en charge la communication de Carlos Ghosn, ancien président de l'alliance Renault-Nissan. Elle organise notamment une conférence de presse à Beyrouth le 8 janvier 2020. En parallèle, son agence gère également la communication du groupe Lagardère dans l'affrontement qui l'oppose à son actionnaire Amber Capital.

## Engagements associatifs
Anne Méaux s'engage pour la place des femmes dans le capitalisme français et l'arrivée des femmes dans les conseils d'administration, un mouvement amorcé dont elle estime qu’il « va créer un appel d’air dans les clubs un peu rassis de ces messieurs. » Qualifiée de « libérale convaincue » par Martine Orange, elle participe à la naissance de plusieurs associations, événements ou sites Internet chargés de promouvoir les femmes.
- Elle est cofondatrice et vice-présidente de Force Femmes[25], association créée en 2005 aux côtés de Véronique Morali. L'association aide les femmes de plus de 45 ans à s'insérer ou à se réinsérer dans la vie professionnelle[26]. Créée en 2005, Force Femmes a accompagné 13 500 femmes parmi lesquelles 2 500 ont retrouvé un emploi stable et 350 ont créé leur propre entreprise. L'association compte 10 antennes régionales.
- Elle s'associe également à Véronique Morali en 2008 pour créer Terrafemina.com[27], un site média à destination des femmes qui traite des thématiques emploi, solidarité et culture, en mettant l’accent sur la création d'entreprises.
- Elle cofonde avec Aude de Thuin le Women's Forum for the Economy and Society[28], avec la volonté affichée de créer un « Davos féminin » et de rassembler les femmes qui font bouger la planète. Ce rendez-vous réunit aujourd’hui 1 400 délégués. 80 pays y sont représentés pour travailler à une plus grande parité et complémentarité hommes-femmes dans tous les organes de pouvoir de la société.
- Elle apporte son aide à la création de Rose Magazine, le premier support média papier gratuit destiné aux femmes atteintes d’un cancer. Elle s'occupe particulièrement de la recherche de donateurs[29].

## Autres activités
Anne Méaux est à l'initiative du prix de la biographie politique qui récompense chaque année une biographie politique ou un ouvrage passé ou présent écrit en langue française ou ayant été traduit dans cette langue.
Elle est membre du jury du Boldness in Business Awards du Financial Times, prix qui récompense les sociétés et dirigeants acteurs du changement et de l'innovation.

## Distinctions
Elle est promue au grade d’officier de la Légion d’honneur le 31 décembre 2016 après avoir été nommée au grade de chevalier dans l’ordre le 31 décembre 2006 et faite chevalier le 5 décembre 2007.